# Wielkie Sitno
Wielkie Sitno (biał. Вялікае Сітна; trl. biał. Vialikaje Sitna; ros. Великое Ситно) – wieś na Białorusi położona w obwodzie witebskim, w rejonie połockim, nad jeziorem Sitno, ok. 43 km na północny wschód od Połocka.

## Historia
Car Iwan Groźny około 1566 roku wzniósł drewniany zamek Sitna w czasie wojny litewsko-rosyjskiej 1558-1570. Zdobyty i zburzony 4 lipca 1579 przez wojska polsko-litewskie króla Stefana Batorego. Zamek ten został odbudowany po 1583 roku.